# سافي شيلدز
سافانا جانين «سافي» شيلدز (بالإنجليزية: Savvy Shields)‏ (ولد في 1 يوليو 1995) ملكة جمال أمريكية من فايتفيل، أركنساس الذي توج ملكة جمال أركنساس 2016. في 11 سبتمبر 2016، توجت ملكة جمال أمريكا 2017 من قبل ملكة جمال أمريكا السابقة، بيتي كانترل. 

## النشأة والتعليم
شيلدز تسعى للحصول على درجة في الفنون الجميلة وفي مجال الأعمال التجارية في جامعة أركنساس.  بعد تتويجها ملكة جمال أميركا، تعتزم العودة إلى جامعة أركنساس والانتهاء من السنة العليا في الكلية.